# Jason Castriota
Jason Castriota es un diseñador de coches ítaloestadounidense nacido en 1974 en White Plains, Nueva York. Se licenció en el Emerson College de Boston y se trasladó a Europa para trabajar en Pininfarina durante ocho años, durante los cuales trabajó en los Ferrari 599 GTB Fiorano y Maserati GranTurismo. También participó en prototipos como el Maserati Birdcage 75th y el Rolls Royce Hyperion, y ya como jefe de proyecto, en coches especiales basados en otros de serie pero de los que sólo se construye una unidad, como el Ferrari P4/5.

## Coches de serie en los que ha trabajado

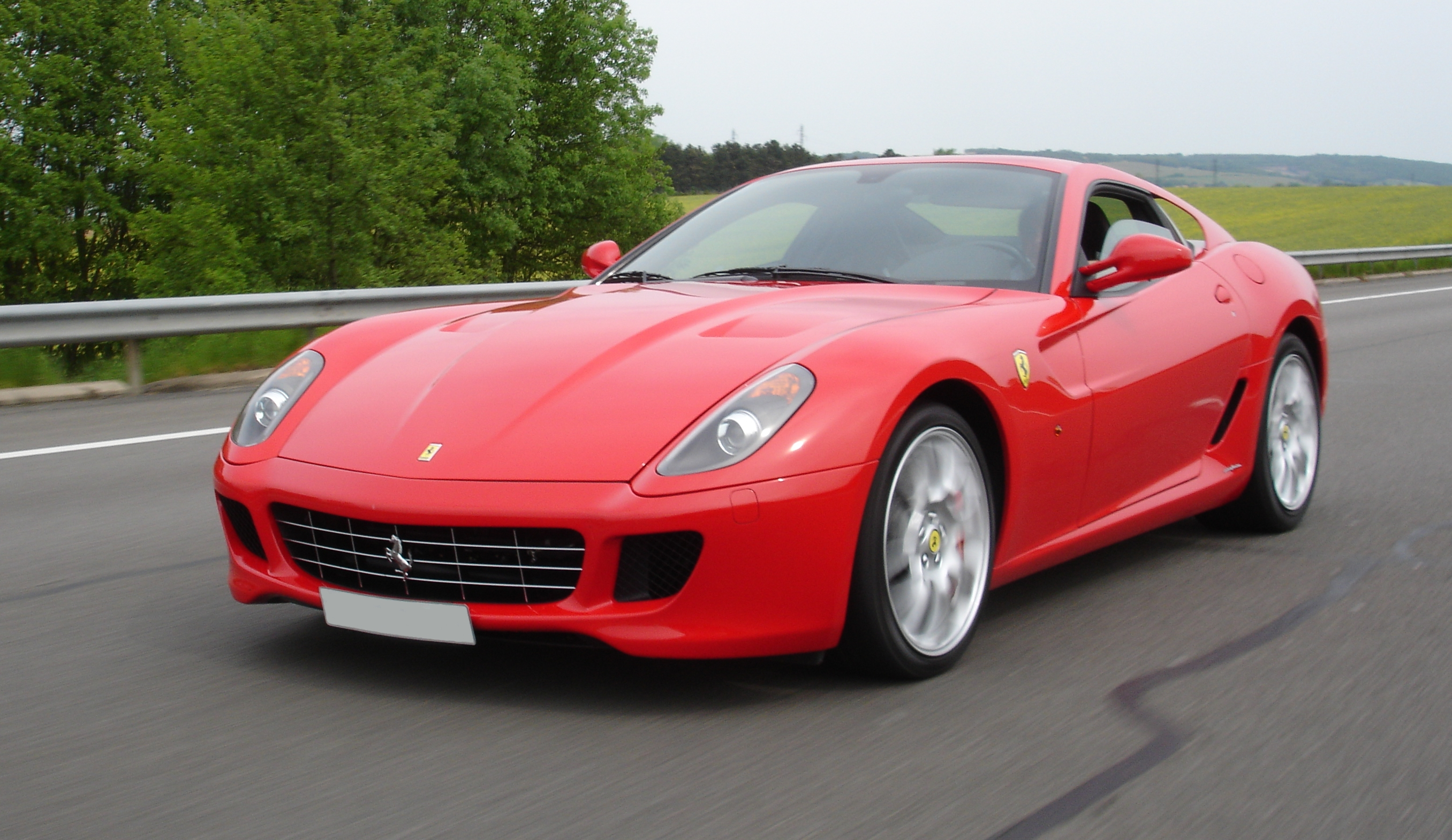
Ferrari 599 GTB Fiorano de 2006
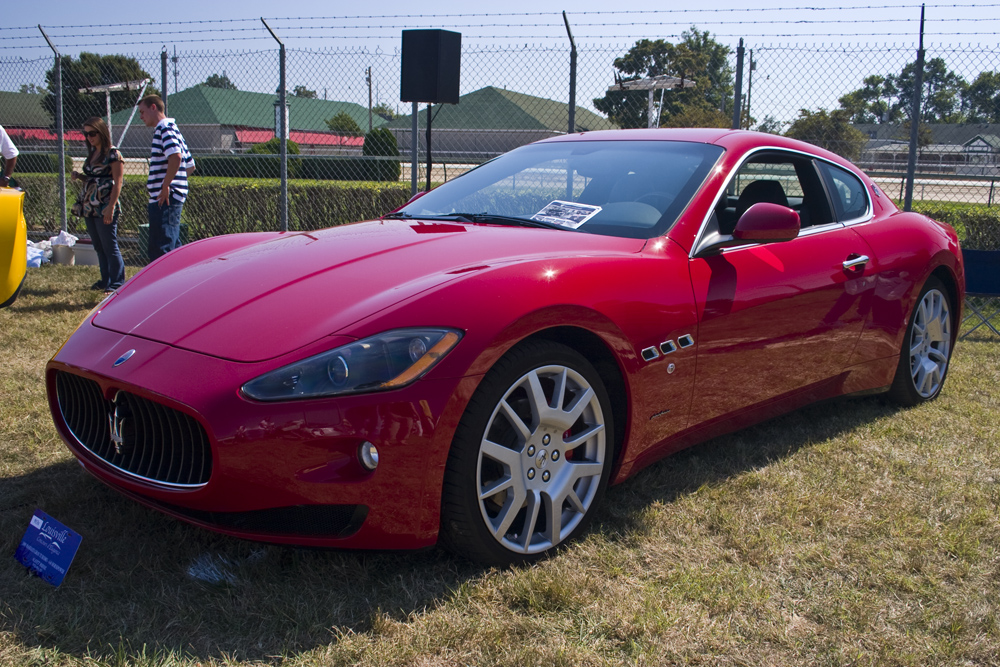
Maserati GranTurismo de 2007

En diciembre de 2008, después de ocho años en Pininfarina, fichó por Gruppo Bertone como jefe de diseño. Sin embargo, su estancia fue muy corta y abandonó la firma en diciembre de 2009 después de haber diseñado, probablemente, su coche más destacado, el Bertone Mantide, basado en el Chevrolet Corvette ZR1, y del cual se fabricaron diez unidades.

## Prototipos en los que ha trabajado

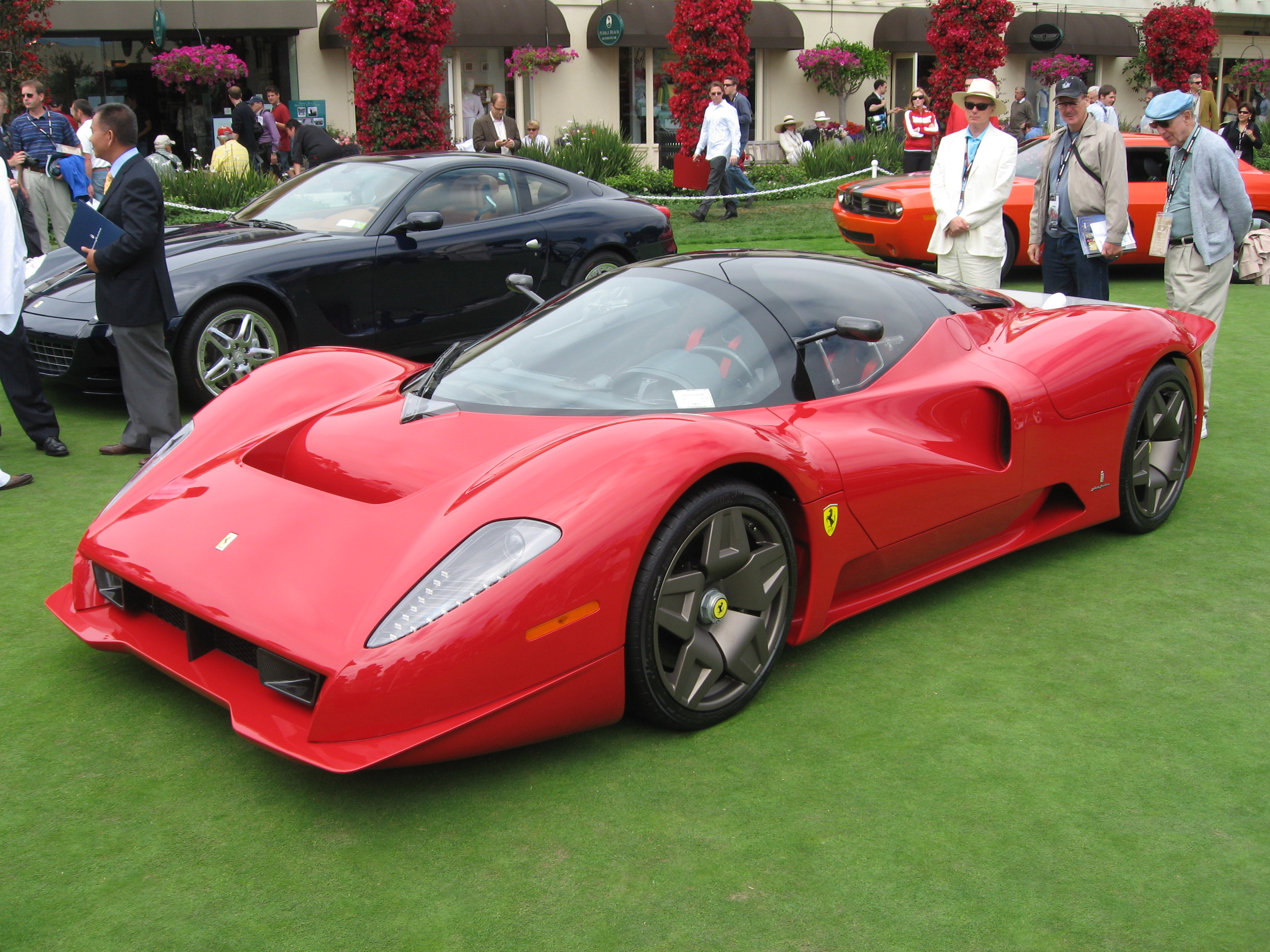
Ferrari P4/5 de 2006
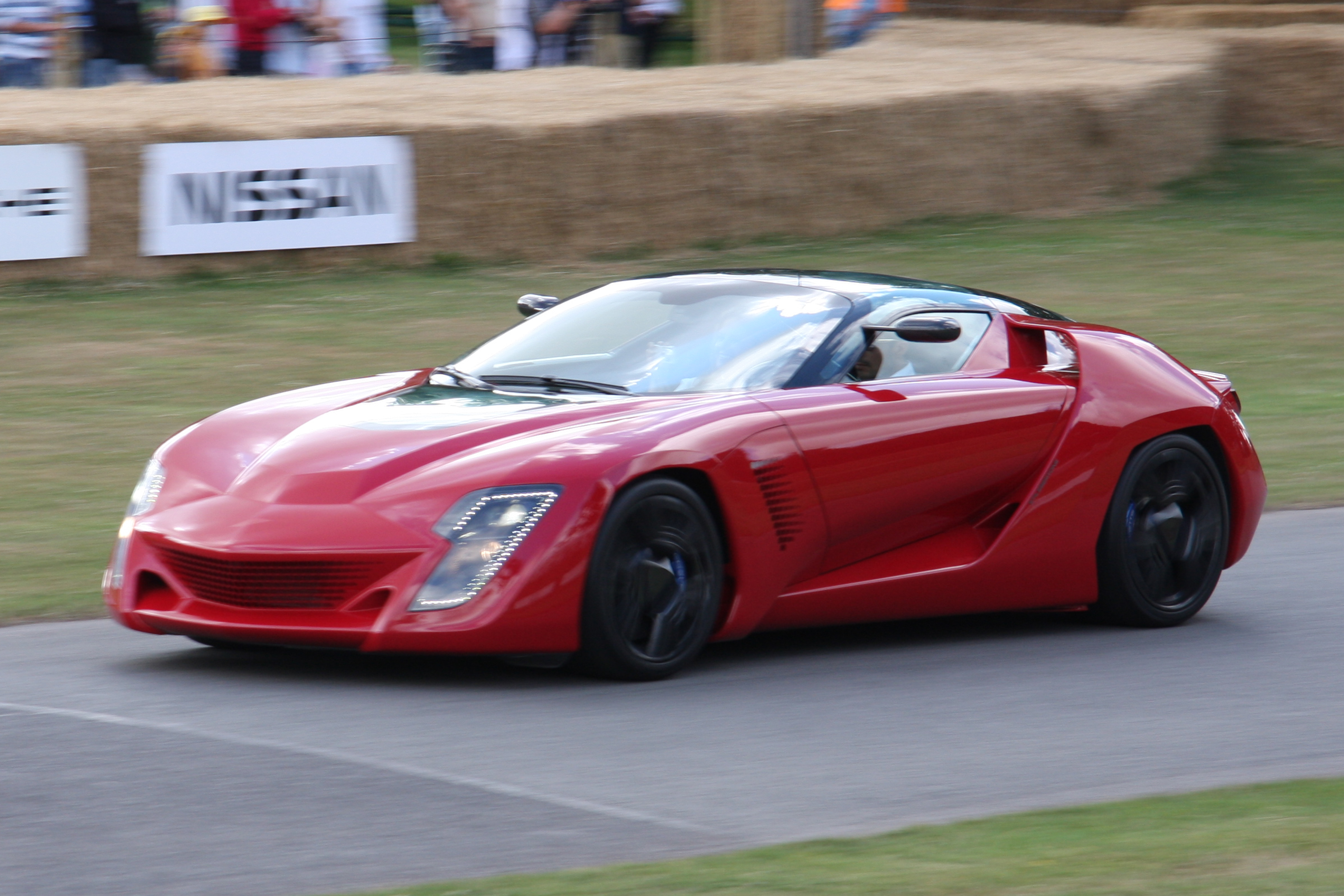
Bertone Mantide de 2009

En junio de 2010 la nueva Saab, que ya no estaba bajo el paraguas de General Motors, le contrató como jefe del departamento de estilo y el primer coche diseñado por él, el Saab 9-3 de 2012. Luego vendrá el Saab 9-2.